# Arthur Foote
Arthur William Foote (ur. 5 marca 1853 w Salem w stanie Massachusetts, zm. 8 kwietnia 1937 w Bostonie) – amerykański kompozytor.

## Życiorys
Uczył się harmonii u Stephana Emery’ego w New England Conservatory w Bostonie (1867–1870) oraz kontrapunktu i fugi u Johna Knowlesa Paine’a w Harvard College (1870–1874).  Od 1874 do 1876 roku uczył się też gry na fortepianie i organach u Benjamina Johnsona Langa. W 1883 roku udał się do Francji, gdzie kontynuował studia u Stephena Hellera. W Bostonie pełnił funkcję organisty w Church of the Disciples (1876–1878) i First Unitarian Church (1878–1910). Od 1890 do 1910 roku grał jako pianista w Kneisel Quartet. Był współzałożycielem American Guild of Organists, od 1909 do 1912 roku był jej przewodniczącym. W latach 1921–1937 był profesorem klasy fortepianu w New England Conservatory w Bostonie.
Od 1898 roku był członkiem National Institute of Arts and Letters. Otrzymał doktoraty honoris causa Trinity College w Hartford (1919) i Dartmouth College (1925). Opublikował prace Modern Harmony in Its Theory and Practice (wraz z Walterem Raymondem Spaldingiem, 1905, 2. wydanie 1959), Some Practical Things in Piano- Playing (1909) i Modulation and Related Harmonic Questions (1919). Napisał także autobiografię, wydaną po jego śmierci własnym sumptem przez córkę, Katherine Foote Raffy (1946).

## Twórczość
Wraz z George’em Whitefieldem Chadwickem, Edwardem MacDowellem i Horatio Parkerem zaliczany jest do tzw. drugiej szkoły nowoangielskiej, w przeciwieństwie do jej pozostałych przedstawicieli swoją edukację muzyczną odebrał w całości w Ameryce. Jego twórczość ma charakter konwencjonalny, kompozytor nawiązywał do muzyki europejskiego klasycyzmu i romantyzmu. W utworach kameralnych Foote’a widoczny jest wpływ twórczości Beethovena i Brahmsa, w dziełach wokalno-instrumentalnych natomiast Händla i Mendelssohna.

## Ważniejsze kompozycje
(na podstawie materiałów źródłowych)

### Utwory orkiestrowe
- 4 suity (I E-dur na orkiestrę smyczkową 1886, II D-dur na orkiestrę smyczkową 1886, III d-moll 1896, IV E-dur na orkiestrę smyczkową 1910)
- Serenada E-dur na orkiestrę smyczkową (1886)
- uwertura In the Mountains (1887)
- Koncert wiolonczelowy (1887–1893)
- prolog symfoniczny Francesca da Rimini (1893)
- Four Character Pieces after Omar Kahyyám (1912)
- Night Piece na flet i fortepian (1914)

### Utwory kameralne
- Kwintet fortepianowy a-moll (1885)
- 3 kwartety smyczkowe (I g-moll 1883, II E-dur 1893, III D-dur 1907–1911)
- Kwartet fortepianowy C-dur (1891)
- 2 tria fortepianowe (I c-moll 1882 zrewid. 1883, II B-dur 1907–1908)
- Sonata g-moll na skrzypce i fortepian (1890)
- Romance and Scherzo na wiolonczelę i fortepian (1890)
- Sonata na wiolonczelę i fortepian (b.d.)

### Utwory wokalno-instrumentalne
- The Farewell of Hiawatha na baryton, chór mieszany i orkiestrę do słów H.W. Longfellowa (1886)
- The Wreck of Hesperus na chór i orkiestrę do słów H.W. Longfellowa (1888)
- The Skeleton in Armour na chór i orkiestrę do słów H.W. Longfellowa (1893)
- O Fear the Immortals, Ye Children of Men na mezzosopran i orkiestrę do słów J.W. Goethego (1900)
- Lygeia na chór żeński i orkiestrę do słów G. Rogers (1906)